# Rue Godefroy-Cavaignac
La rue Godefroy-Cavaignac est une voie située dans le 11e arrondissement de Paris, en France.

## Origine du nom

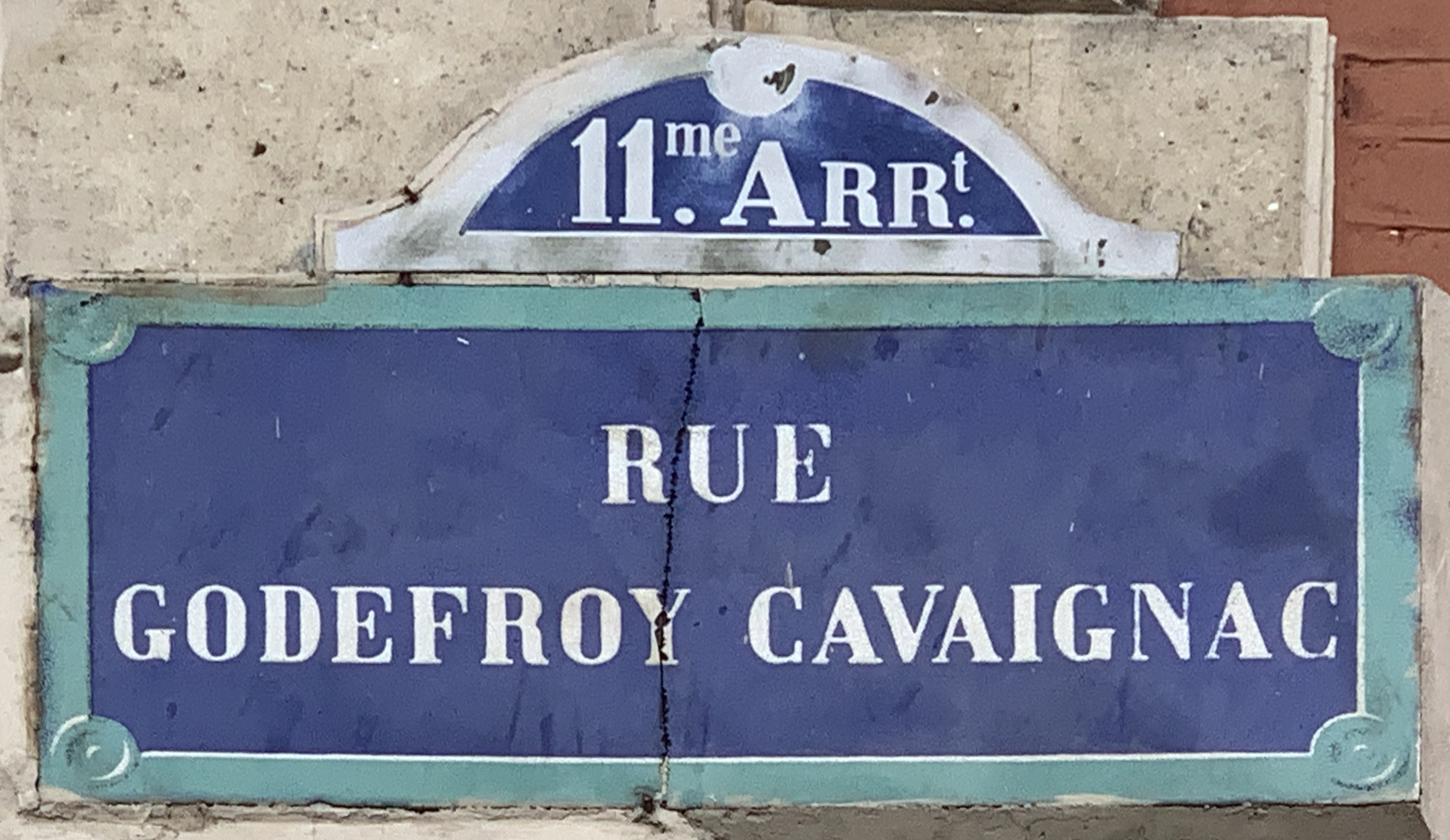
Plaque de la rue.

La rue porte le nom du journaliste et homme politique Godefroi Cavaignac (1800-1845), principal opposant à la monarchie de Juillet.

## Historique
La rue est ouverte en 1847 sous le nom d'« avenue de la Roquette » puis prend sa dénomination actuelle par arrêté du 30 août 1884.
Le 8 mars 1918, durant la première Guerre mondiale, une bombe lancée d'un avion allemand explose au no 36 rue Godefroy-Cavaignac.